# Marais des Chaudannes
Le  marais des Chaudannes  est une zone humide située en France le long du Thiers sur la commune de Belmont-Tramonet, dans le département de la Savoie.

## Classement
Le Marais des Chaudannes est classé zone naturelle d’intérêt écologique, faunistique et floristique et fait partie de l'ensemble fonctionnel constitué par la Basse vallée du Guiers,.

## Description
Le marais des Chaudannes, situé dans une dépression proche du confluent entre le Thiers et le Guiers, a été exploité comme carrère d'argile. Le niveau de la nappe phréatique est favorable aux inondations temporaires de la zone.

## Flore
Le marais compte des espèces rares et protégées déterminantes pour le classement du site: la Laîche paradoxale (Carex appropinquata), l'écuelle d'eau (Hydrocotyle vulgaris), l'orchis des marais (Anacamptis palustris), le peucédan des marais (Peucedanum palustre), la fougère des marais (Thelypteris palustris) .

## Galerie

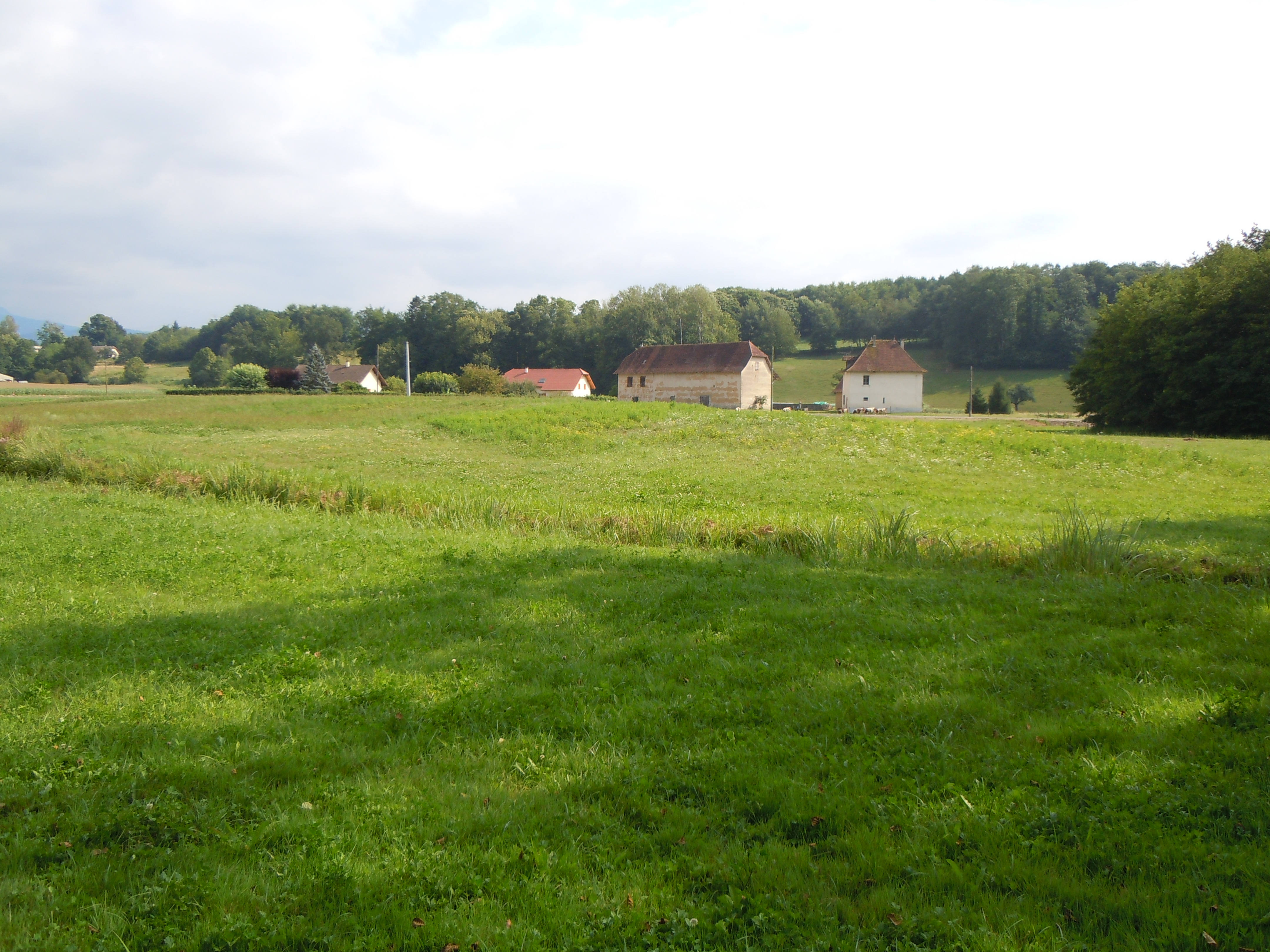
Ferme du hameau des Chaudannes